# Veronica arvensis
Veronica arvensis es una planta de la familia de las Plantaginaceae, tribu Veroniceae.

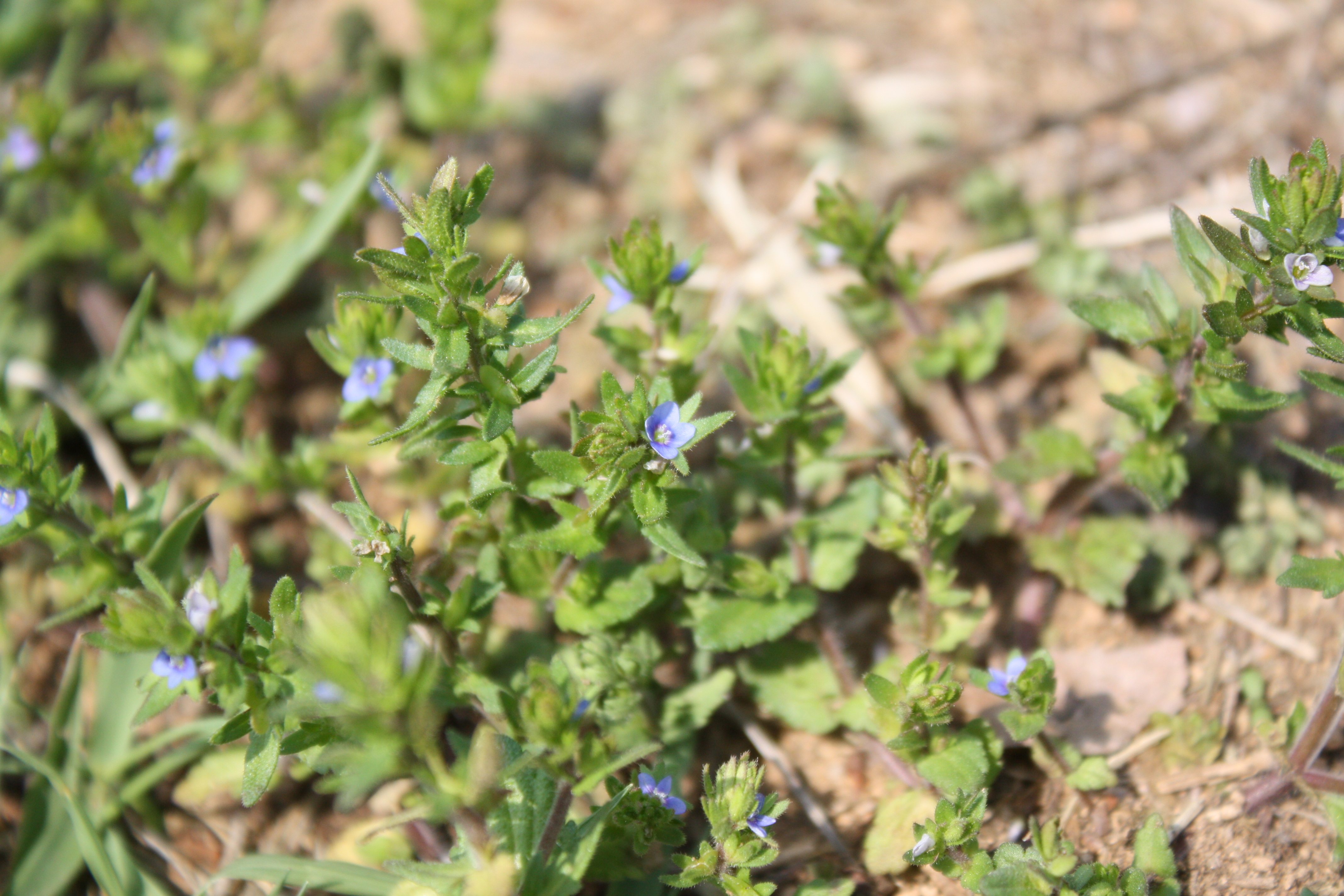
Aspecto general.

## Descripción
Veronica arvensis  es una especie , pelosa, erecta o extendida, anual, con tallo simple o muy ramosos 9-40 cm. Hojas triangular ovadas de base truncada o débilmente acorazonada, toscamente dentadas, las hojas inferiores de pecíolo corto. Flores azul pálido, de 2-3 mm de diámetro, en una inflorescencia espiciforme, con brácteas más largas que los cabillos florales. Lóbulos calicinos lobulados. Florece entre abril y octubre. 

## Hábitat
Habita en terreno cultivado, muros, dunas, lugares abiertos y en suelos de textura arenosa. Es una planta medicinal y mala hierba.

## Distribución
Nativa  de África, Asia y Europa.

## Propiedades
Es antiescorbútica y diurética. Se utiliza en el tratamiento del escorbuto, las impurezas de la sangre, etc .  También se utiliza como remedio para las afecciones escrofulosas, especialmente de la piel, y se aplica externamente para la cicatrización de las quemaduras, úlceras, panadizos y la mitigación de hemorroides dolorosas.

## Taxonomía
Nombres comunes:
- Castellano: borró, borroncillo, verónica, verónica arvense.[4]

Sinónimos:
- Veronica arvensis subsp. bellardii (All.) Arcang.
- Veronica arvensis subsp. pseudoarvensis H.Lindb.
- Veronica arvensis subsp. rubricaulis Marcet
- Veronica arvensis var. canescens Merino
- Veronica arvensis var. demissa (Samp.) Cout.
- Veronica arvensis var. erecta Schltdl.
- Veronica arvensis var. glandulosa (Legrand) Merino
- Veronica arvensis var. microphylla Merino
- Veronica arvensis var. nana DC. in Lam. & DC.
- Veronica arvensis var. polyanthos (Thuill.) Mathieu
- Veronica arvensis var. procumbens Schltdl.
- Veronica arvensis var. pseudoarvensis (Tineo) Tausch in Hornsch.
- Veronica arvensis var. rigida Vayr.
- Veronica acinifolia  sensu F.W.Schmidt
- Veronica demissa Samp.
- Veronica polygonoides Lam.
- Veronica racemifoliata Pérez Lara
- Veronica racemigera Pau
- Veronica sartoriana Boiss. & Heldr. in Boiss.
- Veronica rotundifolia Pérez Lara
- Veronica verna var. polygonoides (Lam.) Rouy
- Veronica pseudoarvensis Tineo
- Veronica polyanthos Thuill.
- Veronica hawaiensis H.Lév.
- Veronica depressa Kit. in Schult.
- Veronica bellardii All.
- Veronica praecox var. macrocalyx Willk.
- Cardia arvensis (L.) Dulac
- Agerella arvensis (L.) Fourr.